# Mobiltárca

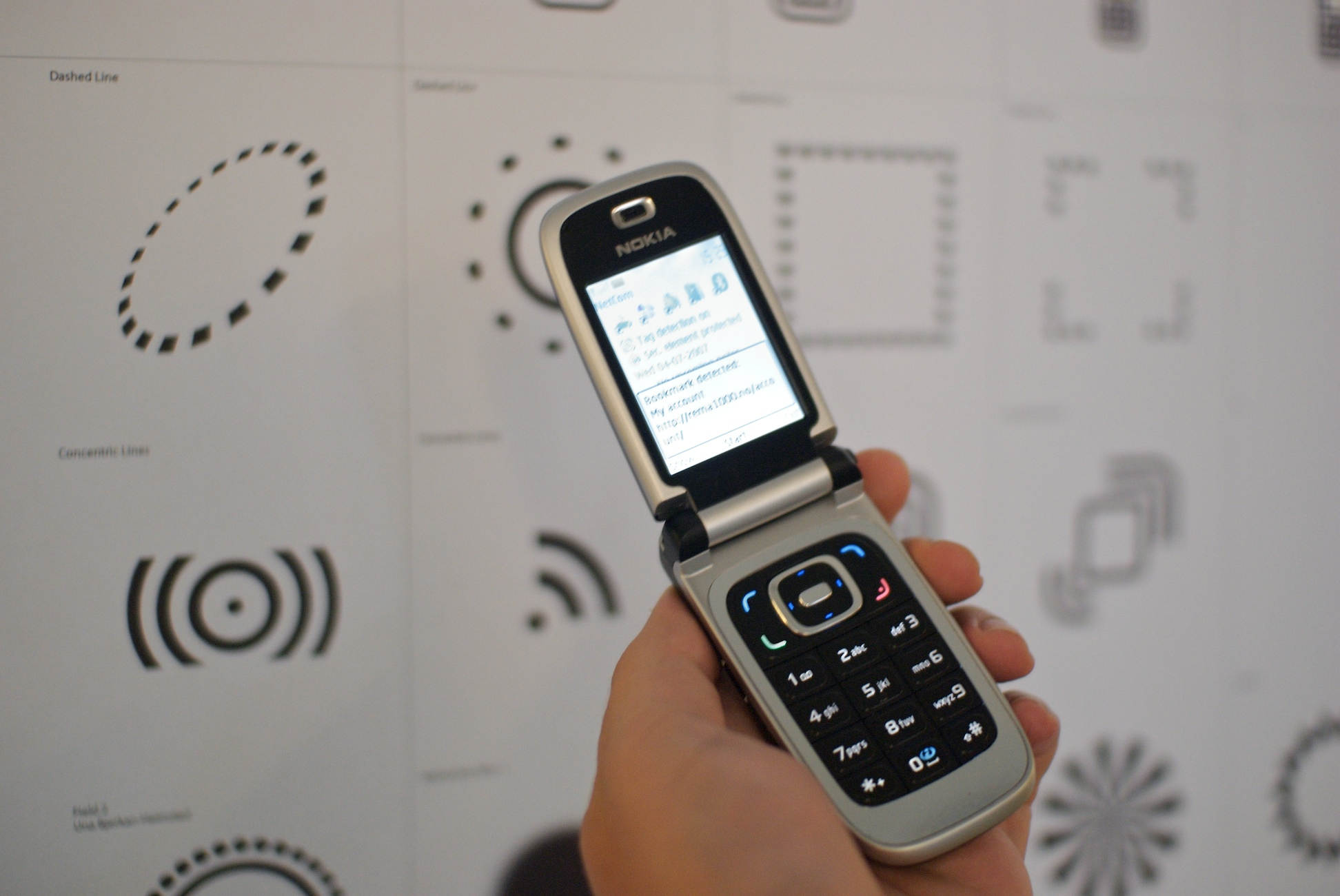
NFC technológiát alkalmazó NOKIA készülék

A mobiltárca szolgáltatás lehetővé teszi, hogy a felhasználó a hagyományos pénztárcában tárolt értéktárgyakat – így fizetőeszközöket (pl. bankkártya, kupon, hűségkártya stb.), okiratokat (pl. személyi igazolvány), valamint belépőkártyákat és jegyeket (pl. reptéri beszállókártya) – digitalizálja és a mobiltelefonján keresztül használja.

## Felépítése
A mobiltárca mint informatikai szolgáltatás kliens-szerver architektúrában valósul meg: a kliens a végfelhasználói alkalmazás, ami a mobiltelefonon fut, a szerver az azt kiszolgáló háttérrendszer. A konkrét megoldástól függően az ökoszisztémához további elemek is kapcsolódhatnak, pl. kereskedői hálózat, bankkártya-rendszer, stb.
Egyes mobiltárca-szolgáltatások mögött álló fizetési rendszerek lehetnek zártak (closed-loop), vagyis csak a szolgáltató által leszerződtetett résztvevőknél vehetők igénybe. Más szolgáltatások nyílt (open-loop) rendszert használnak. A különböző rendszerek közötti együttműködés képességét interoperabilitásnak hívjuk.

## Típusai
A támogatott fizetési szituációktól függően különbséget lehet tenni ún. közelségi (proximity) és távoli (remote) fizetési megoldások között.
- a közelségi megoldásokkal a fizikai értékesítési helyen lehet fizetni, így pl. egy boltban a bankkártya-terminálhoz érintve a telefont
- a távoli megoldások nem igénylik a felhasználó jelenlétét a kereskedőnél, bárhol használhatók, így pl. egy postai csekkre nyomtatott QR-kód beolvasásával
- léteznek hibrid megoldások is, amik mind közelségi, mind távoli fizetést lehetővé tesznek.

## Alkalmazott technológiák

### Fordítás
Ez a szakasz részben vagy egészben  a   Mobile payment című angol Wikipédia-szócikk ezen változatának fordításán alapul.  Az eredeti cikk szerkesztőit annak laptörténete sorolja fel. Ez a jelzés csupán a megfogalmazás eredetét és a szerzői jogokat jelzi, nem szolgál a cikkben szereplő információk forrásmegjelöléseként.
A különböző típusú tranzakciók megvalósításához sokféle technológia áll rendelkezésre.
- a Near Field Communication (NFC) egy rövid hatótávolságú, rádiófrekvenciás kommunikáción alapuló technológia. Ez a vezetéknélküli kapcsolódási szabvány maximum néhány centiméter távolságig lehetővé teszi azt, hogy a megfelelő antennával felszerelt eszközök érintés nélkül és biztonságos csatornán kommunikáljanak egymással. Az NFC-alapú mobiltárcák a digitalizált fizetőeszköz adatai tárolásához tipikusan az alábbiak valamelyikét használják:
  - SIM-kártya - a mobilszolgáltató által biztosított, a SIM-kártyán futó titkosítási algoritmus segítségével
  - biztonságos chip (Secure Element) - a telefonba épített, a rendszer többi részéről leválasztott egységen
  - gazdaalapú kártyaemuláció (Host-based Card Emulation) - a mobiltárca-szolgáltató háttérszerverén, amihez az alkalmazás interneten keresztül kapcsolódik
- az internetprotokoll használatával, titkosított csatornán keresztül szintén bonyolíthatók fizetési tranzakciók.
- a mobiltelefonos hálózatok különböző szolgáltatásaira (pl. SMS, USSD) szintén épülhet fizetési megoldás.
- a QR-kód egy kétdimenziós vonalkód, ami nagymennyiségű adat tárolására és gyors kiolvasására alkalmas. A QR-kódok alkalmazásának két fő módja van a mobiltárcák terén:
  - az alkalmazás a fizetőeszköz adatait egy QR-kódba kódolva megjeleníti a telefon képernyőjén, amit a kereskedő olvas be a vonalkódolvasóval
  - a kereskedő a tranzakció indításához szükséges adatokat (pl. kereskedő neve, terminál azonosítója, stb.) kódolja QR-kódban, amit a felhasználó olvas be a telefon kameráját használva
- a Bluetooth-jeladók a Bluetooth szabvány 4.0-s, ún. alacsony fogyasztású változatára épülő, kisméretű készülékek, amik vezeték nélküli kapcsolaton keresztül képesek kommunikálni az arra alkalmas okostelefonokkal.

## Mobiltárcák Magyarországon
| Tárca neve         | Szolgáltató neve                                        | Bevezetve |
| ------------------ | ------------------------------------------------------- | --------- |
| MasterCard Mobile  | MasterCard, FHB Bank, Magyar Telekom, Telenor, Vodafone | 2011-2015 |
| iCsekk             | Díjnet                                                  | 2012      |
| Erste MobilePay    | Erste Bank                                              | 2014      |
| OTPay              | OTP Bank                                                | 2014      |
| Telekom MobilTárca | Magyar Telekom                                          | 2014-2017 |
| Vodafone Wallet    | Vodafone                                                | 2014-2017 |
| Telenor Wallet     | Telenor                                                 | 2014      |
| Buxa               | E-Money Clearing Systems                                | 2014-2016 |
| Barion Wallet      | Barion                                                  | 2014      |
| Simple             | OTP Bank                                                | 2014      |
| Gránit Pay         | Gránit Bank                                             | 2016      |
| MKB Pay            | MKB Bank                                                | 2017      |
| K&H mobiltárca     | K&H Bank                                                | 2017-2021 |

2017. február 1-jével mind a Magyar Telekom, mind a Vodafone megszüntette a saját mobiltárca-szolgáltatását.
2021. június 23-án a K&H megszüntette a saját mobiltárca-szolgáltatását.

## Mobiltárcák a világban
Nemzetközi szinten ismertebb mobiltárca-szolgáltatások:
| Tárca neve    | Szolgáltató neve   | Bevezetve |
| ------------- | ------------------ | --------- |
| M-Pesa        | Vodacom, Safaricom | 2007      |
| AliPay        | Alibaba            | 2008      |
| Google Wallet | Google             | 2011      |
| Apple Pay     | Apple              | 2014      |
| Samsung Pay   | Samsung            | 2015      |
| Android Pay   | Google             | 2015      |